# Андрусів Петро Стефанович
Петро́ Стефанович Андру́сів (англ. Petro Andrusiw; криптонім — П. А., псевдонім — Андрій Петрусів; 2 липня 1906, Кам'янобрід —  29 грудня 1981, Рівергед) — український і американський художник, педагог і громадський діяч; співзасновник у 1927 році українського мистецького гуртка «Спокій»; співзасновник Об'єднання митців-українців в Америці у 1952 році, дійсний член Наукового товариства імені Тараса Шевченка у Сполучених Штатах Америки з 22 березня 1980 року. Чоловік оперної співачки Наталки Андрусів.

## Біографія
Народився 2 липня 1906 року в селі Кам'яноброді (нині Яворівського району Львівської області, Україна) у багатодітній селянській сім'ї. Малювати почав із шестирічного віку. 1915 року, коли фронт Першої світової війни дійшов до його рідного села, загубив батьків. Був порятований вояками кубанського козачого полку і вивезений до Росії, де перебував у російськомовному середовищі у сиротинцях Москви та Рязані.
Перебуваючи у Рязані, в альбомі олівцями фіксував деталі свого щоденного побуту, а також компонував певні історичні алюзії з прочитаних книжок. 1918 року на його малюнки звернули увагу полонені польські старшини. Невдовзі їх відпустили на батьківщину і вони сприяли переїзду хлопчика до Варшави, де він опинився у притулку для молодих ремісників, яким опікувався Американський комітет допомоги дітям із Польщі, очолюваний Гербертом Гувером. Під час інспекцій опікуваних його комітетом сиротинців та ремісничих шкіл, Гувер побачив малюнки юного художника і сприяв переводу хлопця до Варшавської державної гімназії імені Владислава IV. Упродовж 1920—1922 років, паралельно із навчанням у гімназії, студіював у школі прикладного мистецтва, а в наступні шість місяців відвідував вечірні курси у Рисувальній школі. На Різдво 1922 року, вперше після втрати контактів з рідними, відвідав Кам'янобрід, де зустрівся з родиною.
1927 року закінчив гімназію і упродовж 1927—1930 та 1934—1936 років навчався олійного живопису та графіки у Варшавській школі образотворчого мистецтва/Варшавській академії мистецтв, де його викладачами були Мілош Котарбінський, Фелічан Коварський, Тадеуш Прушковський, Бонавентура Ленарт. Водночас з 1934 року працював учителем у гімназіях та мистецьких школах Галичини. Під час навчання одержував фінансову підтримку від митрополита Андрея Шептицького та дружини тогочасного прем'єр-міністра Польщі Жанети Складовської. Зокрема, за її сприяння він отримав замовлення на розпис стелі приймальних кімнат у Міністерстві внутрішніх справ у Варшаві, а також замовлення на ілюстрації та портрети.
Протягом 1936—1938 років викладав історію мистецтв і технічне креслення у Вищій будівельній школі Варшави. 1937 року відвідав Париж. Після зустрічі з українськими братами-літератороми Анатолем та Ярославом Курдидиками залучився до українських національно-творчих справ: наїжджаючи до Львова оформляв обкладинки львівського літературно-наукового місячника «Дзвони», ілюстрував книжки з «Дитячої бібліотеки», прикрашав малюнками часописи «Наш приятель», «Дзвіночок», «Вовченята», «Світ дитини». Деякий час мешкав у Ворохті, згодом працював викладачем рисунків у Ремісничій школі у Варшаві.
З початком Другої світової війни, під час бомбардування Варшави, повністю втратив все своє майно і мистецький доробок. Прихід німців на територію Польщі зумовив перебування митця у трудовому таборі. З 1944 року в Німеччині, де опинився у таборі для переміщених осіб. Викладав у мистецькій студії в американському військовому шпиталі у Франкфурті-на-Майні. Потім перебував у таборі для переміщених осіб у Майнц-Кастелі над Рейном, звідки у 1947 році переїхав до Сполучених Штатів Америки у Філадельфію.
На початку 1950-х років активізувався: заснував допомоговий комітет «Самопоміч», який згодом переріс у фінансовий центр українців у США; був співорганізатором і членом редколегії журналу «Нотатки з мистецтва», був один із засновників та протягом 1952—1972 років викладачем Української мистецької студії у Філадельфії. З 1955 року працював креслярем-графіком у філадельфійському архітектурному бюро.
У 1972 році, після виходу на пенсію, жив у містечку Рівергеді у штаті Нью-Йорку. Помер у Рівергеді 29 грудня 1981 року. Похований на цвинтарі Святого Андрія у Саут-Баунд-Бруці.

## Творчість
Працював у галузях станкового (писав побутові сцени, краєвиди, портрети, історичні та батальні полотна) і монументального живопису, іконопису, станкової, книжкової та газетно-журнальної графіки. Серед робіт:
станковий живопис
- «Краєвид з гуцулами» (1935, олія);
- «Верби над водою» (1937, олія);
- «Голгофа України» (1939, олія);
- «Бунчужник» (1942, олія);
- «Князь Святослав» (1942);
- «Атака княжої дружини» (1943);
- «Богдан Хмельницький» (1948);
- «Князь Святослав у наступі» (1960);
- «Портрет гетьмана Івана Мазепи» (1962);
- «Велес — божок тварин» (олія);
- «Князь Ігор» (олія);
- «При дворі гетьмана Розумовського» (1967, олія);
- «З походу Князя Ігоря» (1967);
- «Зустріч Івана Мазепи з Костем Гордієнком» (1968, олія);
- «Чортківський пролом» (1968);
- «Зустріч козацької старшини з козаками» (1968);
- «Зустріч гетьмана Івана Мазепи з Кошовим Січі Костем Гордієнком» (1968, олія);
- «Княже полювання на лебедів» або «Княжичі» (1969);
- «Кіннотники» (1969);
- «Легенда про Фаетона» (1969, акрил);
- «Княжий пир» або «Сватання Анни Ярославни» (1970, олія);
- «Бій князя Ігоря з половцями» (1970);
- «Бій зі змієм» (1971);
- «В'їзд Гетьмана до Батурина» (1971);
- «Козацька старшина в поході» (1971);
- «Степова анекдота» (1971);
- «Два козаки в поході» (1971);
- «Побратими» (1971);
- «Козацьке полювання зі соколами» (1973);
- «Козацький почот» (1973);
- «Козацьке весілля» (1974);
- «Княжа пристань у Києві» (1975, олія);
- «Двобій» (1975, олія);
- «Різдво у гетьманській Україні» (1976, олія);
- «З'їзд князів» (1977, олія);
- «Бій під Конотопом» (1977);
- «Гетьман Іван Виговський, розгром царської армії під Конотопом 1659 року» (1977; колекція Наукового товариства імені Тараса Шевченка у Сполучених Штатах Америки)[2];
- «Скоморохи» (олія);
- «Атака козаків» (олія);
- «Танок гуцулів» (олія);
- «Під Корсунем» (олія);
- «Французькі посли у князя Ярослава Мудрого» (1978, олія);
- «Богун» (олія);
- «Хрещення України-Руси князем Володимиром» (1980, олія);
- «Козацькі загони в погоні за ворогом»;
- «Боротьба».

станкова графіка
- «Цвіт папороті» (1934, літографія);
- «Козак з шаблею» (1935, суха голка);
- «Запорожець» (1938, суха голка);
- «Портрет батька» (1942, акварель);
- «Портрет матері» (1942, акварель);
- «Портрет режисера Володимира Блавацького» (1953, вугіль);
- «Портрет Людмили Старицької-Черняхівської» (1958, туш, перо).

Автор портретів визначних осіб (дійсних і почесних членів) Наукового товариства імені Шевченка для галереї Наукового товариства імені Шевченка у США, зокрема Івана Франка (1957) та Михайла Грушевського (1958).
книжкова графіка
- Коковський Ф. «За Україну». Львів: Світ дитини, 1930;
- Коковський Ф. «За рідний край». Львів: Світ дитини, 1934;
- Ігорків Ю. «Сердечний віночок (в'язанка святочних бажань) для українських діточок». Львів: Світ дитини, 1931;
- Лепкий Богдан. «Три казки». Львів: Рідна школа, 1931;
- Лепкий Богдан. «Про лиху мачуху. Казка для дітей». Львів: Рідна школа, 1931;
- Гоголь М. «Загублена грамота». Львів: Світ дитини, 1932;
- Курдидик А. «Маленькі борці. Оповідання з недавнього минулого». Львів: Світ дитини, 1932;
- Лясевич Л. «Практичний Радіоаматор. Порадник для всіх з рисунками автора». Львів: Накладом «Україн-Радія», 1932;
- Погідний М. «Казка про гордого боярина Марка Путятича». Львів: Світ дитини, 1932;
- Лотоцький А. «Було колись на Україні. Історичні оповідання»
  - «I. Найдавніші часи». Львів: Наш приятель, 1934;
  - «II. Великокняжа доба». Львів: Наш приятель, 1935;
  - «III. Ростиславичі». Львів: Наш приятель, 1936;
  - «IV. Романови». Львів: Наш приятель, 1937;
- Лотоцький А. «Княжа слава». Краків; Львів: Українське видавництво, 1942;
- Лотоцький А. «Княжа слава. Історичні оповідання». Торонто: Видавництво І. Боднарчука, 1976;
- Дончак Т. «Дивна переміна. Казочка прозою». Львів: Світ дитини, 1935;
- Топеліюс З. «Оповідання і перекази». Львів, 1938;
- Брадович М. «На Москву. Повість». Філадельфія: Америка, 1951;
- Барагура В. «Меч і книга. Оповідання». Торонто: На варті, 1954;
- Головінська М. «Чічка. Оповідання». Торонто: Добра книжка, 1954;
- Гірняк Н. «Організація і духовий ріст Українських січових стрільців». Філадельфія: Накладом вид-ва «Америка», 1955;
- Петренко І. «Пригоди Юрка Козака. Оповідання». Нью-Йорк: Говерля, 1955;
- Чайковський А. «Одарка. Повість». Вінніпег: Тризуб, 1955;
- Савицька І. «Наша хатка. Оповідання для дітей». Філадельфія: Українська видавнича спілка, 1957;
- Савицька І. «Золоті дзвіночки. Казки». Філадельфія: Союз українок Америки, 1958;
- Черненко О. «Людина». Філадельфія; К., 1960;
- Лебедович І. «Полеві духовники Української Галицької Армії. У 45-річчя участи у визвольних змаганнях (матеріяли до історії)». Вінніпег, 1963;
- Храплива Л. «Писанка українським дітям». Нью-Йорк; Мюнхен, 1965;
- Храплива Л. «Чародійне авто». Нью-Йорк, 1967;
- Тис Ю. «Казка про лицаря Добриню та його сестричку Забаву; Про юнака Семенка, що волю добував. Дві казки». Торонто; Нью-Йорк: Об'єднання працівників літератури для дітей і молоді, 1970;
- Погідний-Угорчак М. «Дніпрові дзвони. Легенди». Торонто: Нашим дітям, 1975 (у співавторстві з Михайлом Михалевичем);
- Курдидик Я. «Серце і зброя. Збірка вояцької поезії». Торонто: Накладом Братства кол. вояків 1-ої Української Дивізії Української Національної Армії, 1976;
- Курдидик Я. «Маленькі борці. Оповідання». Нью-Йорк: Говерля, 1978.

газетно-журнальна графіка
- «Дзвони» (Львів), 1931, ч. 2. Малюнок обкладинки;
- «Зиз» (Львів), 1931, № 1. Ілюстрації;
- «Народна справа» (Львів), 1931, № 42. Ілюстрації; 1932, № 1. Малюнок обкладинки, ілюстрації;
- «Неділя». Ілюстрований тижневик (Львів), 1932, № 1 (7 січня). Заставки, ілюстрації;
- «Світ дитини» (Львів), 1932—35. Ілюстрації;
- «Дзвіночок» (Львів), 1933, ч. 16. Малюнок обкладинки, ілюстрації;
- «Наш приятель» (Львів), 1933. Малюнок обкладинки, ілюстрації;
- «Вовченята». Журнал для дітвори. Львів, 1934. Ілюстрації.

стінопис
- Іконостас церкви польського села Гдешина (1940)[2];
- Розписи Української греко-католицької церкви Святого Йосафата у Філадельфії (1961)[2].

### Виставкова діяльність
З 1927 року брав участь у художніх виставках гуртка «Спокій» та у 1929—1939 роках — Асоціації незалежних українських митців у Варшаві, Луцьку, Рівному, Кременці, Львові; у виставках української графіки у Празі та Берліні у 1933 році, Гельсінкі; у 1946—1947 роках — у таборах для переміщених осіб у Вісбадені, Майнц-Кастелі в Американській зоні окупації Німеччини.
Мешкаючи у США виставлявся у Філадельфії, Нью-Йорку, Детройті, Торонто та інших містах.

### Мистецтвознавчі праці
Автор статей у пресі та книг на мистецькі і культурологічні теми, зокрема:
- «Виставка Петра Мегика» // «Київ». Журнал літератури, науки, мистецтва і суспільного життя. [Філадельфія], 1955, січень—лютий, № 1, с. 35;
- «На мистецькому фронті — мовчанка» // «Київ». Журнал літератури, науки, мистецтва і суспільного життя. [Філадельфія], 1956, № 3;
- «Виставка праць Василя Дорошенка». [Каталог]. Жовтень 21 — листопад 5, 1961. Філадельфія, 1961 [Вступна стаття];
- «Мистецтво в житті народів» // Альманах Союзу українок Канади «Провидіння» на 1967 рік;
- «Мистецтво в житті народів». Філадельфія, 1967;
- «Мистецтво і політика». Філадельфія, 1970;
- «Мистецтво і громада» // Свобода [Нью-Йорк], 1972, 10 березня, с. 6;
- «Про ілюстративне оформлення журналів» // Авангард [Брюссель], 1976, № 5, с. 297—299;
- «Дам'ян Горняткевич (1892—1980)» // Нотатки з мистецтва. Філадельфія, 1981, № 21 (липень), с. 15—21;
- «Мистецтво — найміцніша зброя». Статті, промови й огляди. Нью-Йорк; Париж; Сідней; Торонто, 1987; [републікація] // «Мистецькі студії». Львів, 1991, № 1, с. 38—44;
- «Петро Мегик. Життя і творчість» // Петро Мегик. Монографія мистця й альбом праць / За редакцією С. Гординського. Філадельфія, 1992, с. 21—29;
- «Петро Мегик. Життя і творчість» // «Мистецтво української діаспори. Повернуті імена». Вип. I. К., 1998, с. 163—174.

Його основні наукові праці видано в серії «Бібліотека українознавства НТШ» (Нью-Йорк; Париж; Сідней; Торонто, 1987, том 57).

## Вшанування
3 листопада 1996 року, в рідному селі художника Кам'яноброді, біля школи йому встановлене погруддя (скульптор Анатолій Галян, архітектор Любомир Новосілець; бронза, мармурова крихта); його іменем названа загальноосвітня школа.

## Інше
- У 1994 році при Науковому товаристві імені Тараса Шевченка у США у Нью-Йорку з ініціативи дружини художника Наталки Семіон-Андрусів створено Фундацію художника[16], метою якого є популяризація імені митця та підтримка талановитої молоді[2].
- Каталогізований архів художника зберігається у Бібліотеці Наукового товариства імені Тараса Шевченка у США у Нью-Йорку[2].

## Виноски
1. ↑  Разом з Петром Мегиком[3].
2. ↑  Упродовж 1927—1939 років член ради[2].
3. ↑  У 1964—1965 роках — його голова[4].
4. ↑  За поданням Секції історії України[2].
5. ↑  Одружився влітку 1939 року[3].
6. ↑  Крім Петра у сім'ї було ще три сини і дві доньки[6].
7. ↑  Колишнє місто, нині район Вісбадена.
8. ↑  Пам’ятка монументального мистецтва Яворівського району[15].